# ANUSAT
ANUSAT (Anna University Satellite) ist ein indischer Amateurfunk- und Technologieerprobungssatellit, der von der Anna-Universität in Indien gebaut und betrieben wurde.

## Mission
ANUSAT war der erste Satellit, der von einer indischen Universität unter einer Gesamtberatung der ISRO gebaut wurde. Ziel war es, universitäre Akademiker und Forschungsexperten der ISRO zusammenzubringen, um ein Projekt im universitären Umfeld umzusetzen.

## Ausstattung
ANUSAT trägt einen digitalen Speicher und eine Forward-Nutzlast für die Amateurkommunikation. Darüber hinaus sind eine Reihe von technologischen Nutzlasten wie Digital-Receiver, Turbo-Codierer und Magnetfeldsensor an Bord. Der Satellit war spinstabilisiert und wurde durch eine Lithium-Ionen-Batterie und Solarzellen mit Strom versorgt.

## Start und Abschaltung
ANUSAT wurde am 20. April 2009 mit einer PSLV-Trägerrakete als Sekundärnutzlast zusammen mit RISAT-2 vom Satish Dhawan Space Centre in einen niedrigen Erdorbit gebracht. Nach 3 Jahren im Erdorbit wurde der Satellit im April 2012 abgeschaltet und verglühte am 18. April 2012.

## Nachfolgemission
Mit ANUSAT-2 war eine zweite Mission der Anna-University angekündigt. Sie sollte 2016 mit der ISS-Versorgungsmission Cygnus OA-7 gestartet werden.